# Black Hills

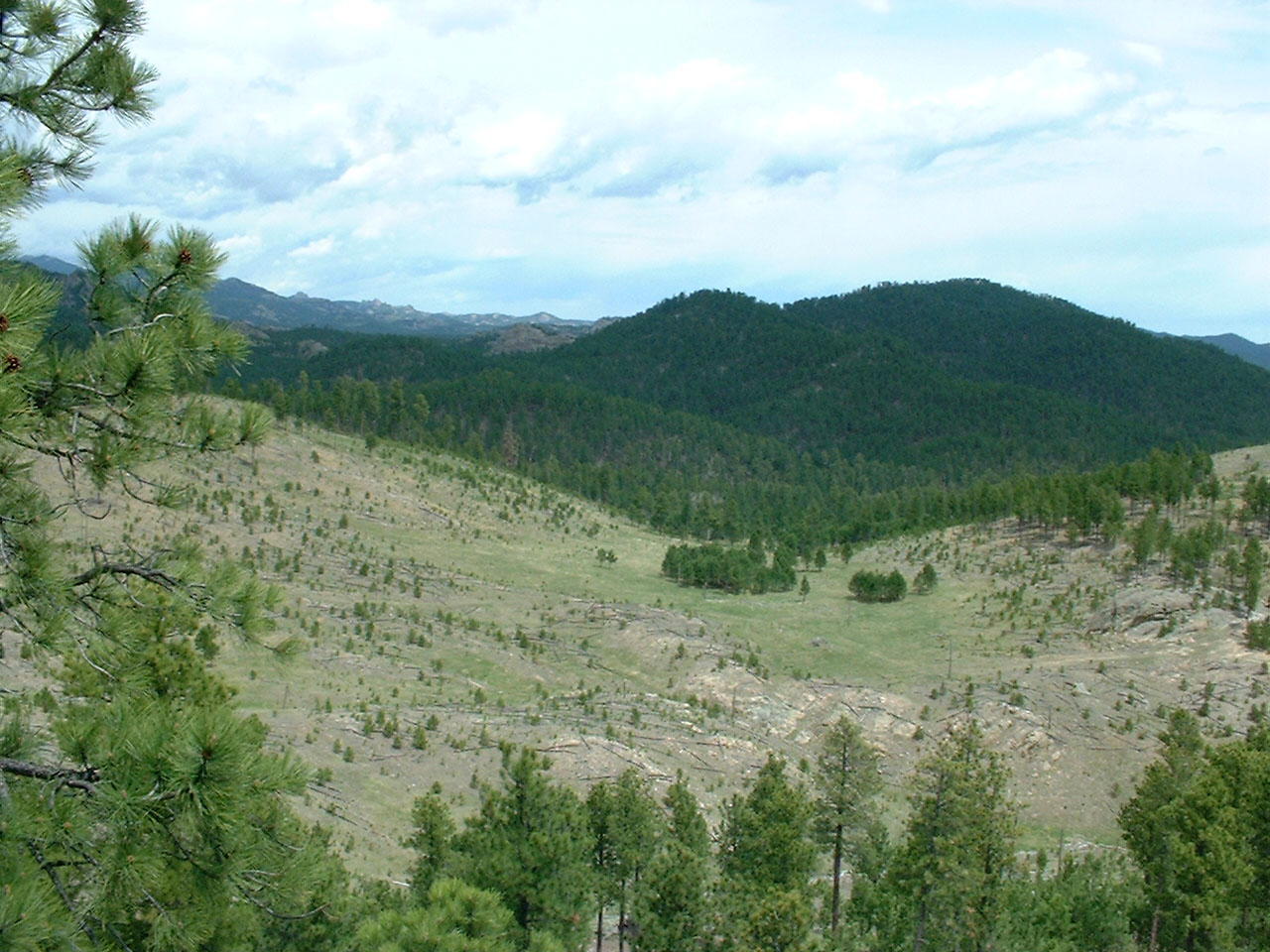
Black Hills

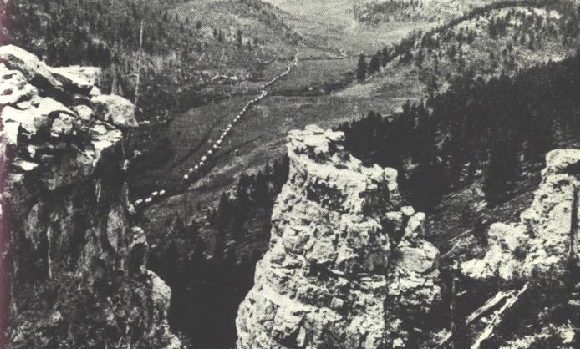
Custers expedition till Black Hills 1874.

Black Hills är en liten, isolerad bergskedja i västra South Dakota, med utlöpare in i Wyoming, i USA.

## Etnohistoria
Ponca kan kortvarigt ha bott i Black Hills i början på 1700-talet, men hade lämnat området 1735. Kråkindianerna, kiowa och prärieapacher - som alla var nära allierade - förblev i Black Hills till slutet på 1700-talet. Vid någon tidpunkt därefter kom även arapahoer och cheyenner att bosätta sig i området. De första siouxindianerna kom till Black Hills 1775, sedan de tvingats västerut av trycket från de muskötbeväpnade ojibwa. Ännu vid Lewis och Clarks expedition 1804 fanns det cheyenner, arapahoer och kiowa i Black Hills, men under de nästa två decennierna tvingade lakota bort kiowa och prärieapacher från bergen. Snart drev de även bort kråkindianerna. Vid mitten på 1800-talet hade lakota och de nordliga cheyennerna och arapahoerna förenats i ett aggressivt militärförbund vilket hade som mål att erövra kråkindianernas och pawnees jaktmarker norr och väster om Black Hills.
Black Hills blev siouxernas heliga berg, He Sapa på deras språk. USA:s regering ville driva bort indianerna och sände 1874 en expedition med Custer i ledningen. När han kom tillbaka rapporterade han om att det fanns "guld uppe vid gräsrötterna" vilket startade en guldrush till Black Hills. De siouxer som bodde vid foten av Black Hills lade sig då i bakhåll för de lyckosökare som kom. Myndigheterna såg sin chans att driva iväg indianerna och sände ut en militärexpedition för att tvinga till sig Black Hills.[källa behövs]

## Black Hills i svensk populärkultur
Bergen besjungs på låten med dess namn på skivan Vi kommer att leva igen av Nationalteatern och Nynningen.